# Pandaka (peixe)
Pandaka é um género de peixe da família Gobiidae e da ordem Perciformes.

## Espécies
- Pandaka bipunctata (Wu, 2008)[3]
- Pandaka lidwilli (McCulloch, 1917)[4]
- Pandaka pusilla (Herre, 1927)[5]
- Pandaka pygmaea (Herre, 1927)[5]
- Pandaka rouxi (Weber, 1911)[6]
- Pandaka silvana (Barnard, 1943)[7]
- Pandaka trimaculata (Akihito & Meguro, 1975)[8][9][10][11][12][13][14][15]